# カステル・サン・ピエトロ・テルメ
カステル・サン・ピエトロ・テルメ（伊: Castel San Pietro Terme）は、イタリア共和国エミリア＝ロマーニャ州ボローニャ県にある、人口約21,000人の基礎自治体（コムーネ）。

## 地理

### 位置・広がり

#### 隣接コムーネ
隣接するコムーネは以下の通り。
- カザルフィウマネーゼ
- カステル・グエルフォ・ディ・ボローニャ
- ドッツァ
- メディチーナ
- モンテレンツィオ
- オッツァーノ・デッレミーリア

### 気候分類・地震分類
カステル・サン・ピエトロ・テルメにおけるイタリアの気候分類 (it) および度日は、zona E, 2263 GGである。
また、イタリアの地震リスク階級 (it) では、zona 2 (sismicità media) に分類される。

## 行政

### 分離集落
カステル・サン・ピエトロ・テルメには、以下の分離集落（フラツィオーネ）がある。
- Casalecchio dei Conti, Frassineto, Gaiana, Gallo Bolognese, Liano, Magione, Molino Nuovo, Montecalderaro, Osteria Grande, Palesio, Poggio Grande, San Nicolò di Varignana, Varignana, Vedriano

## 文化・観光
「スローシティ」加盟都市である。

## 姉妹都市
- オパティヤ、クロアチア
- ロヴラン、クロアチア
- Matulji、クロアチア
- Mošćenička Draga、クロアチア
- バート・ザルツシュリルフ、ドイツ

## 備考
- オートバイメーカーのイタルジェット社が本社を置く。